# Allanblackia kisonghi
Allanblackia kisonghi är en tvåhjärtbladig växtart som beskrevs av François Marie Camille Vermoesen. Allanblackia kisonghi ingår i släktet Allanblackia och familjen Clusiaceae. Inga underarter finns listade i Catalogue of Life.